# Бутырин, Сергей Иванович (партийный деятель)
Сергей Иванович Бутырин (1900,  Харьков — погиб 1942) — украинский советский партийный деятель. Член ЦК КП(б)У 1940—1942 г. Депутат Верховного Совета СССР 1-го созыва с 1941 года.

## Биография
Работал рабочим на заводах города Харькова. В 1926 году вступил в ВКП(б).
Закончил Харьковский государственный университет. Находился на профсоюзной, советской, партийной работе.
В феврале 1939 — августе 1941 г. — 1-й секретарь Николаевского областного комитета КП(б) Украины.
С 1941 г. — член Военного Совета 26-й армии Юго-Западного фронта, бригадный комиссар. Попал в окружение в районе города Лохвица Полтавской области. Прорвался к партизанскому отряду. Погиб во время боевых действий.